# Łukasz Szarek
Łukasz Szarek (* 22. Februar 1990 in Stalowa Wola) ist ein polnischer Volleyballspieler.

## Karriere
Szarek zog im Alter von drei Jahren mit seinen Eltern nach Griechenland und nahm zusätzlich die griechische Staatsbürgerschaft an. Er begann seine Karriere 2007 in der Nachwuchsmannschaft von Panathinaikos Athen. Von 2008 bis 2010 spielte der Außenangreifer jeweils eine Saison bei Aris und AONS Milon. Anschließend wechselte er auf Leihbasis zu AO Foinikas Syros. 2011/12 spielte er bei GAS Pambochaikos. Danach kehrte Szarek in seine Heimat zurück und ging zu AZS UWM Olsztyn. 2013 wurde er vom deutschen Bundesligisten TV Bühl verpflichtet. 2014 ging Szarek wieder nach Polen zu Warta Zawiercie.